# Bulbe d'étrave
Pour les articles homonymes, voir Bulbe (homonymie).

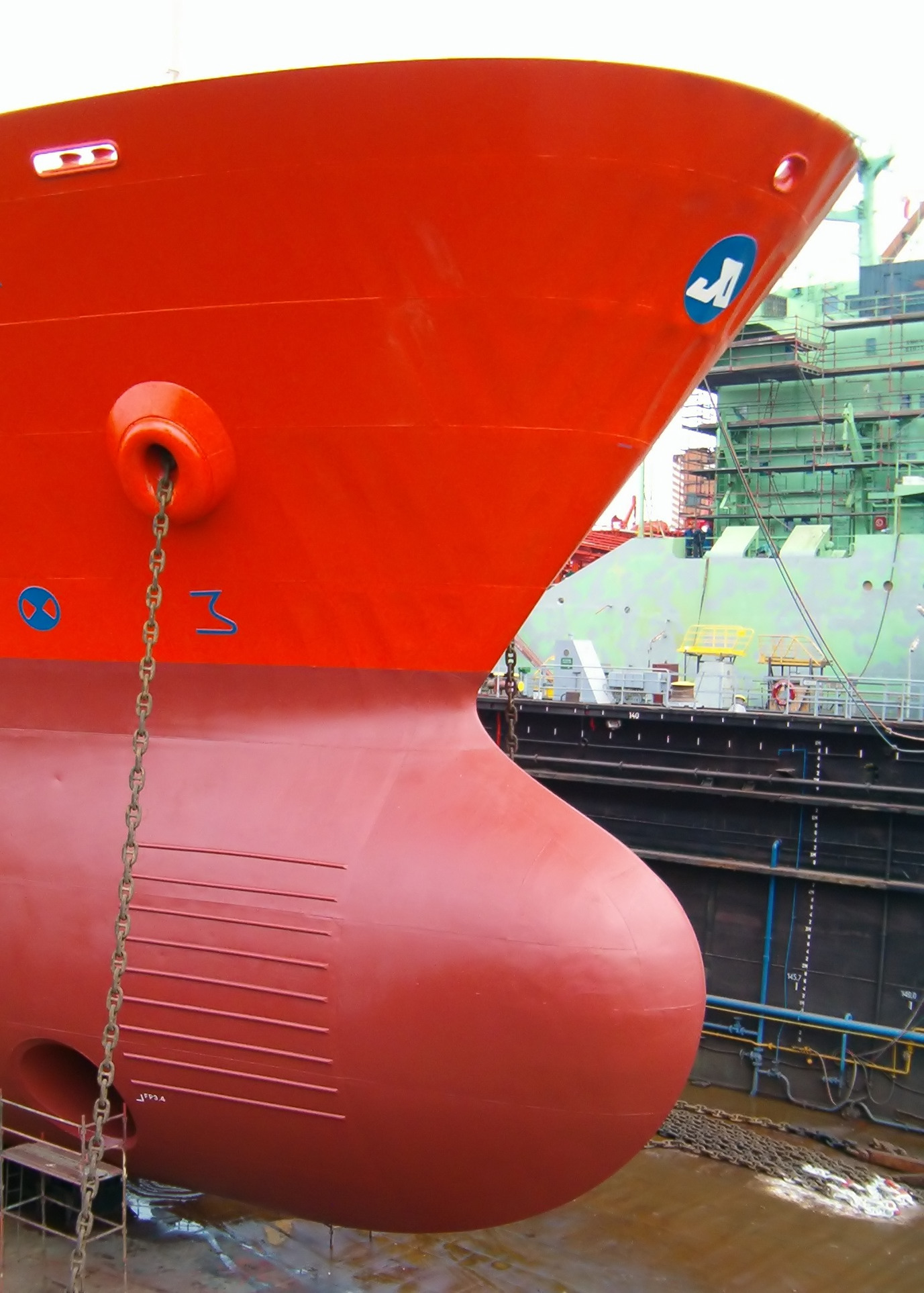
Bulbe d'étrave profilé d'un navire de charge

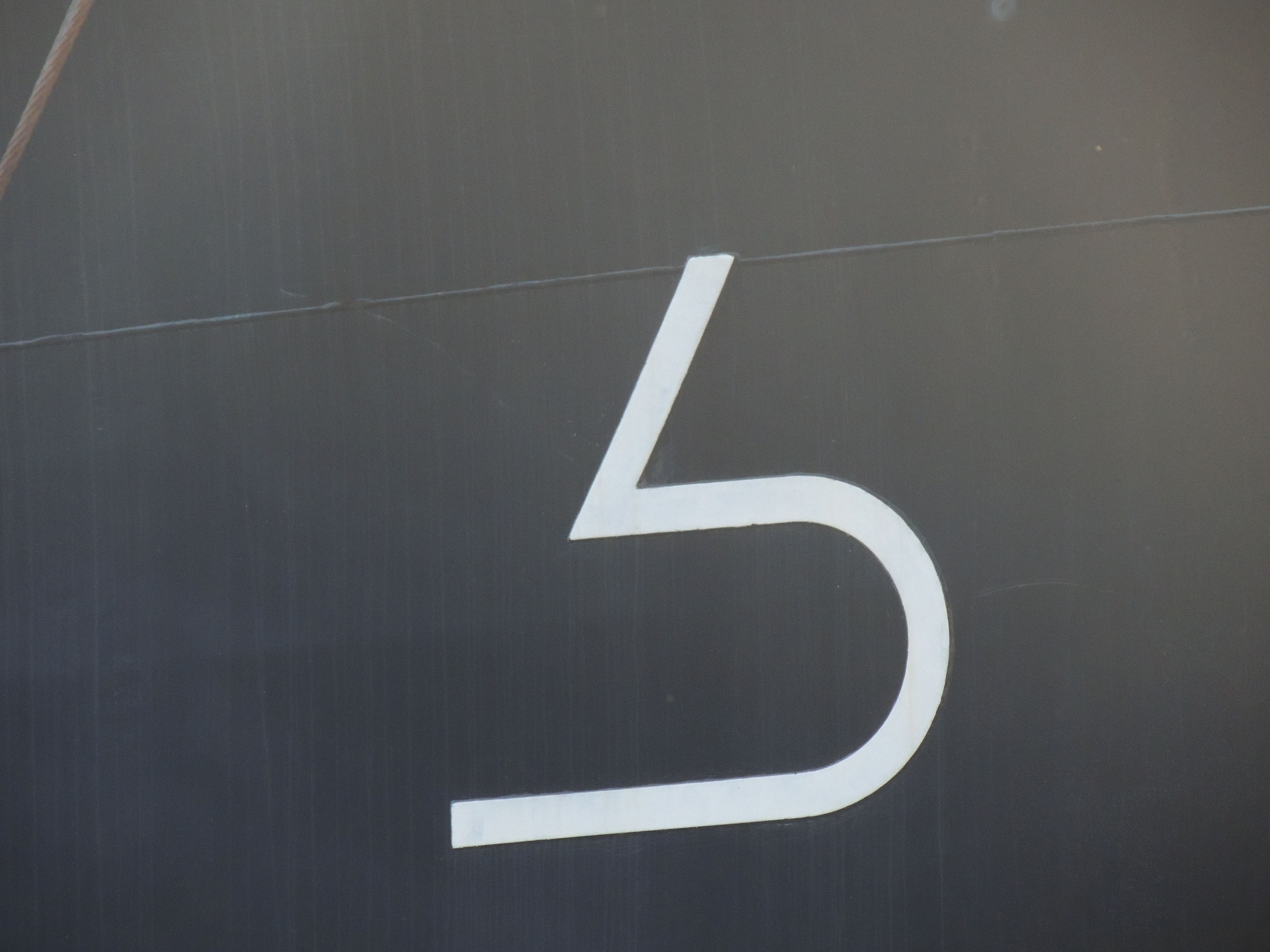
Symbole de la présence d'un bulbe d'étrave peint sur la proue d'un navire, tel qu'on peut l'apercevoir sur l'image ci-dessus

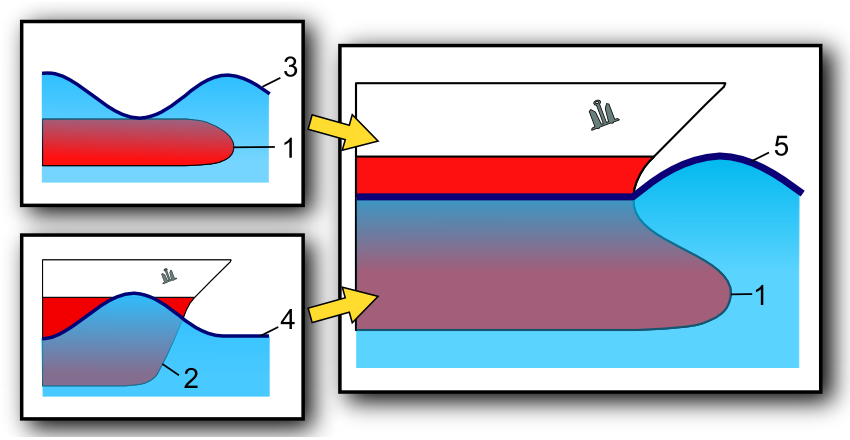
Principe de fonctionnement

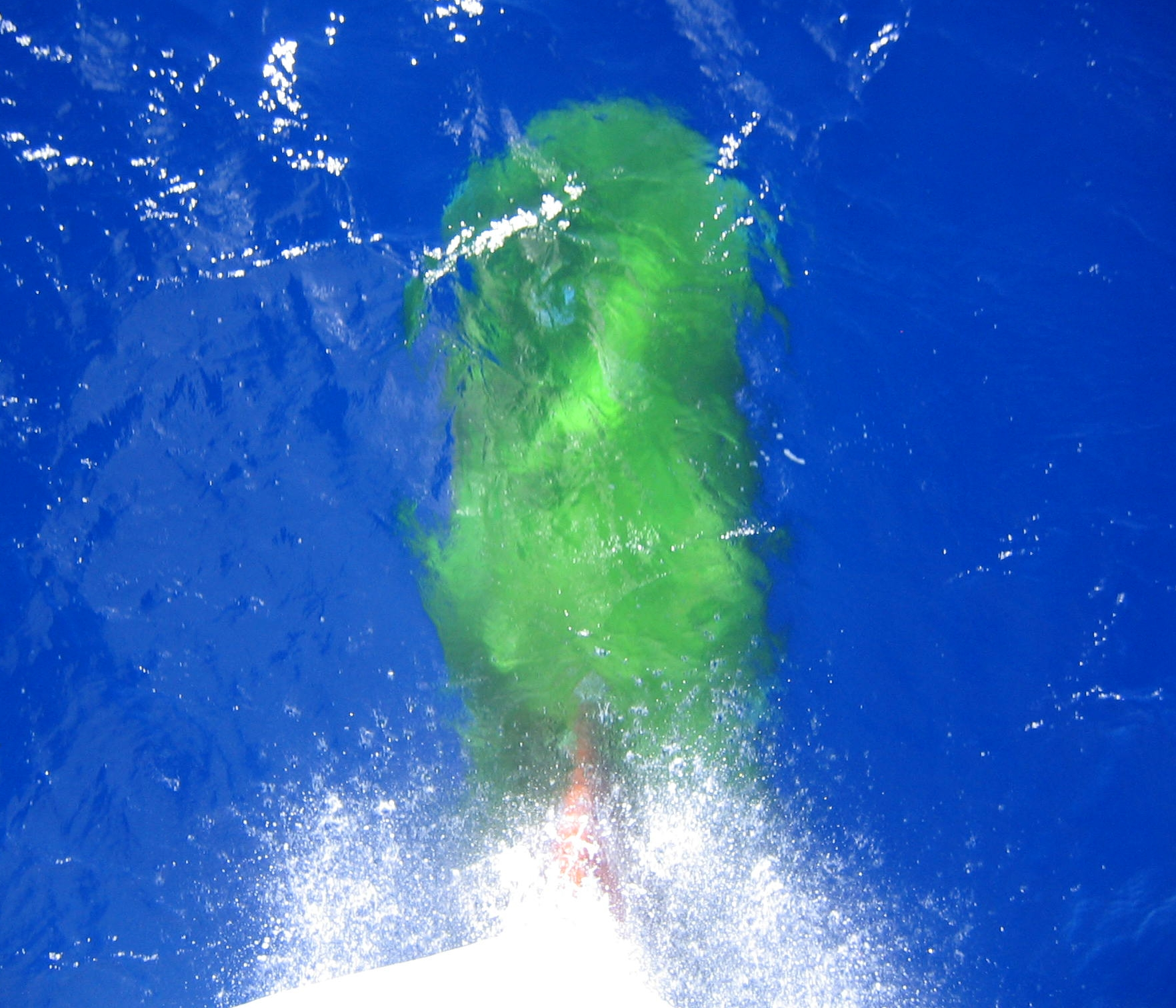
Bulbe vu du dessus (navire en route)

Un bulbe d'étrave est une partie de la coque d'un bateau : il s'agit d'un renflement à l'avant, au niveau du brion, en dessous de l'étrave.
La principale fonction du bulbe d'étrave est de créer une vague à l'avant du système normal de vagues généré par le navire en route ; à une certaine vitesse, le creux de cette vague additionnelle coïncide avec le sommet de la vague d'étrave, qui se retrouve annulée : la résistance hydrodynamique est ainsi réduite et le navire peut aller plus vite pour une même puissance. De plus, la première crête de vague est déplacée à l'avant, ce qui augmente virtuellement la longueur à la flottaison du navire et donc sa vitesse maximale théorique. Une amélioration de 20 % de la résistance peut être espérée avec un bulbe, mais celui-ci aura souvent besoin de tests préliminaires.
Cependant, ce système ne fonctionne que pour une vitesse et une immersion donnée. Il est surtout appliqué aux navires de charge qui ne connaissent en général que deux types de navigation : à pleine charge ou lèges, et à vitesse fixe. Il est également appliqué aux navires de guerre comme les frégates qui ont besoin de vitesse.
Il est contre-productif en cas de vitesse lente.
Si la plupart des navires marchands géants actuels en sont équipés, le nouveau porte-conteneurs de 23 112 équivalents vingt pieds (EVP), le CMA CGM Jacques Saadé possède une étrave droite dépourvue de bulbe 
. Il en est de même pour ses huit sister ships.
Un bulbe d'étrave implique aussi de grandes contraintes de construction, car il est difficile de le concevoir avec des surfaces développables, plus faciles à construire. Sur de petits bateaux, la surface de dérive et le volume immergé changent aussi considérablement avec l'ajout d'un bulbe ; il est rarement applicable aux bateaux de petites dimensions. Un bulbe est également directement soumis aux chocs de rencontre avec les vagues, notamment dans les cas de tossage (aussi appelé slamming).
Les bulbes peuvent aussi connaître d'autres utilités, comme sur les navires océanographiques où ils peuvent servir de points d'observation, ou sur les frégates où ils abritent un dôme sonar.

## Usages atypiques
La Calypso, le navire océanographique du commandant Cousteau était à l'origine un petit dragueur de mines américain en bois (matériau amagnétique) provenant des surplus militaires de l'US Navy et recyclé en ferry transbordeur dans les îles grecques.
Bien entendu il était dépourvu de bulbe d'étrave (impossible à réaliser en bois).
Acheté par le milliardaire Loël Guiness qui le confia à Cousteau, la Calypso fut équipée d'une chambre d'observation métallique sous-marine en tôles chaudronnées et soudées (avec des hublots) pouvant accueillir un observateur, et boulonnée devant l'étrave d'origine.
Cousteau indique dans ses mémoires que ce faux nez, outre son utilité scientifique, fit pratiquement gagner un nœud de vitesse à la coque tout en engendrant des économies de combustible non négligeables.
Par contre l'inutilité du bulbe sur les coques de petits voiliers très mobiles et soumis à la gîte sous voile fut cruellement et involontairement démontrée par le champion de voile Paul Elvström, multi médaillé olympique en voile qui avait été pressenti pour skipper par le Baron Bich pour diriger un défi français dans la Coupe de l'America.
À cette époque (milieu des années 1970), la Coupe se courait avec des bateaux longs, étroits et très lestés, les 12M JI (environ 22 m hors tout en réalité, le terme 12 M n'étant qu'un coefficient calculé par une formule mathématique), mais il existait aussi des séries plus petites dans le cadre de cette même jauge internationale de course : Les 5,5 M JI, les 6M JI (mesurant en réalité une dizaine de mètres hors tout) et les 8MJI.
Désireux d'expérimenter un nouveau dessin (la Jauge 12M JI était une chasse gardée du cabinet d'architectes navals américain Sparkman et Stephens) Elvström, associé à l'architecte naval danois Jan Kjaërulff, tenta d'adapter un bulbe sur un 6M JI pour valider le concept par un essai en "demi-grandeur" après des essais sur maquette en bassin de carène qui semblaient prometteurs.
Le résultat fut un désastre, qui fit ricaner toute la presse nautique spécialisée.
Même barré par le grand champion danois le 6M JI "bulbeux" "ramassa les balais" dans le championnat du monde de la série, en terminant systématiquement bon dernier de chaque manche de la régate.
L'éruptif baron Bich "débarqua" alors sèchement Elvström et fit réaliser le France 3 beaucoup plus performant dû à Johan Valentjin et Ben Lecxen (qui réaliseront plus tard l’Australia II le premier voilier non américain à remporter cet "Everest de la voile").
Un voilier de croisière pourvu d'un bulbe, également dessiné dans la foulée par le tandem Kjaerulff - Elvström ne fit qu'une discrète carrière commerciale. Caractéristiquement, ce "Fifty - Fifty" (bateau hybride voile - moteur) marchait très correctement au moteur, avec une gîte nulle et par calme plat, mais était moins performant que des équivalents sans bulbe, sous voile, gîté et par mer formée.